# Tracy Porter

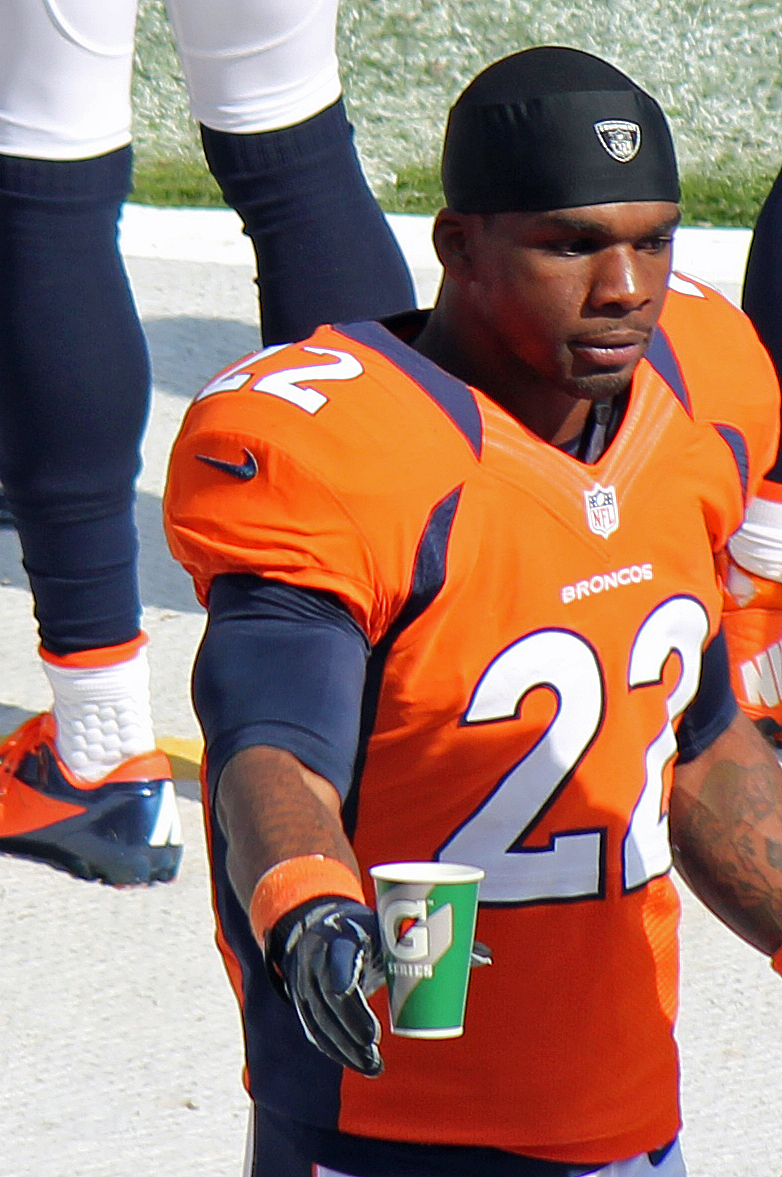
Tracy Porter em 2012.

Tracy O'Neil Porter (nascido em 11 de agosto de 1986 em Port Allen, Luisiana) é um ex-jogador de futebol americano que atuava na posição de cornerback na National Football League. Ele foi selecionado pelo New Orleans Saints na segunda rodada do Draft de 2008 da NFL e permaneceu no time até o fim de 2011. Porter jogou futebol americano universitário pela Indiana University.
Em 2009, Porter ganhou reconhecimento ao interceptar o quarterback Peyton Manning do Indianapolis Colts durante o Super Bowl XLIV, para dar o título inédito aos Saints.
Em 2012, ele jogou no Denver Broncos, antes de ser dispensado e ir para os Oakland Raiders. Jogou a temporada de 2014 pelos Washington Redskins. Entre 2015 e 2016, jogou pelo Chicago Bears.

## Números da Carreira
- Tackles: 370
- Sacks: 2,5
- INTs: 13